# مارتن إيغيبرج
مارتن إيغيبرج (بالنرويجية البوكمول: Martin Egeberg)‏ هو مصارع رياضي نرويجي، ولد في 7 ديسمبر 1896 في أوسلو في النرويج، وتوفي في 8 فبراير 1977.

## وصلات خارجية
- مارتن إيغيبرج على موقع قاعدة بيانات المصارعة الدولية (الإنجليزية)
- مارتن إيغيبرج على موقع أوليمبيديا (الإنجليزية)